# قرليق
قرليق هي بلدة في مقاطعة مبارك في ولاية قشقداريا في أوزبكستان.